# Polina Alexejewna Leikina
Polina Alexejewna Leikina (russisch Полина Алексеевна Лейкина, englisch Polina Leykina; * 20. September 1994 in Moskau) ist eine russische Tennisspielerin.

## Karriere
Leikina, die am liebsten auf Hartplätzen spielte, begann im Alter von sieben Jahren mit dem Tennis.
Sie gewann während ihrer Karriere bisher elf Einzel- und 17 Doppeltitel des ITF Women’s Circuits. Auf der WTA Tour sah man sie erstmals im Hauptfeld bei den Grand Prix SAR La Princesse Lalla Meryem 2016, zusammen mit Julija Putinzewa im Doppel. Sie verloren ihre Erstrundenpartie gegen Marina Melnikowa/Amra Sadikovic mit 5:7 und 3:6.

## Turniersiege

### Einzel
| Nr. | Datum             | Turnier             | Kategorie   | Belag             | Finalgegnerin        | Ergebnis       |
| --- | ----------------- | ------------------- | ----------- | ----------------- | -------------------- | -------------- |
| 1.  | 6. Oktober 2013   | Athen               | ITF $10.000 | Hartplatz         | Lee Pei-chi          | 5:7, 6:4, 6:3  |
| 2.  | 6. April 2014     | Iraklio             | ITF $10.000 | Hartplatz         | Ema Mikulčić         | 6:2, 6:73, 7:5 |
| 3.  | 18. Mai 2014      | Scharm asch-Schaich | ITF $10.000 | Hartplatz         | Nina Stojanović      | 6:2, 2:6, 6:2  |
| 4.  | 22. Juni 2014     | Civitavecchia       | ITF $10.000 | Sand              | Martina Caregaro     | 7:5, 6:4       |
| 5.  | 26. Oktober 2014  | Scharm asch-Schaich | ITF $10.000 | Hartplatz         | Jil Teichmann        | 6:2, 6:0       |
| 6.  | 11. Juli 2015     | Knokke-Heist        | ITF $10.000 | Sand              | Sofie Oyen           | 6:4, 6:2       |
| 7.  | 22. August 2015   | Sankt Petersburg    | ITF $25.000 | Sand              | Natalja Wichljanzewa | 6:4, 6:3       |
| 8.  | 4. Oktober 2015   | Clermont-Ferrand    | ITF $25.000 | Hartplatz (Halle) | Viktorija Golubic    | 4:6, 6:3, 6:4  |
| 9.  | 2. September 2017 | Almaty              | ITF $25.000 | Sand              | Oqgul Omonmurodova   | 6:3, 6:3       |
| 10. | 9. Mai 2021       | Antalya             | ITF W15     | Sand              | Julija Awdejewa      | 6:1, 6:0       |
| 11. | 21. August 2022   | Bad Waltersdorf     | ITF W15     | Sand              | Pia Lovrič           | 6:2, 6:3       |

### Doppel
| Nr. | Datum              | Turnier             | Kategorie   | Belag             | Partnerin               | Finalgegnerinnen                     | Ergebnis          |
| --- | ------------------ | ------------------- | ----------- | ----------------- | ----------------------- | ------------------------------------ | ----------------- |
| 1.  | 1. März 2013       | Netanya             | ITF $10.000 | Hartplatz         | Oleksandra Koraschwili  | Natela Dsalamidse Aminat Kuschchowa  | 6:4, 6:2          |
| 2.  | 8. März 2013       | Netanya             | ITF $10.000 | Hartplatz         | Aljaksandra Sasnowitsch | Natela Dsalamidse Aminat Kuschchowa  | 2:6, 7:64, [10:8] |
| 3.  | 12. April 2013     | Bol                 | ITF $10.000 | Sand              | Barbora Krejčíková      | Jana Fett Bernarda Pera              | 6:3, 6:3          |
| 4.  | 19. April 2013     | Šibenik             | ITF $10.000 | Sand              | Barbora Krejčíková      | Cindy Burger Anna Klasen             | 3:6, 6:3, [12:10] |
| 5.  | 5. Juli 2013       | Istanbul            | ITF $10.000 | Hartplatz         | Lidsija Marosawa        | Maryna Kolb Nadija Kolb              | 7:62, 7:5         |
| 6.  | 3. August 2013     | Izmir               | ITF $10.000 | Hartplatz         | Anett Kontaveit         | Hülya Esen Lütfiye Esen              | 6:4, 7:5          |
| 7.  | 14. September 2013 | Vrnjacka Banja      | ITF $10.000 | Sand              | Lina Gjorcheska         | Rebecca Šramková Natália Vajdová     | 6:4, 6:3          |
| 8.  | 5. Oktober 2013    | Athen               | ITF $10.000 | Hartplatz         | Aminat Kuschchowa       | Franziska König Lisa Sabino          | 7:5, 6:3          |
| 9.  | 26. April 2014     | Iraklio             | ITF $10.000 | Hartplatz         | Despina Papamichail     | Marie Benoît Kimberley Zimmermann    | 6:2, 6:2          |
| 10. | 25. Oktober 2014   | Scharm asch-Schaich | ITF $10.000 | Hartplatz         | Diana Bogoliy           | Giulia Bruzzone Elena-Teodora Cadar  | 6:2, 6:1          |
| 11. | 26. Juni 2015      | Moskau              | ITF $25.000 | Sand              | Irina Chromatschowa     | Alena Fomina Anastassija Wassyljewa  | 7:5, 7:5          |
| 12. | 14. August 2015    | Kasan               | ITF $10.000 | Sand              | Oleksandra Koraschwili  | Anastassija Frolowa Polina Merenkova | kampflos          |
| 13. | 30. Oktober 2015   | Istanbul            | ITF $25.000 | Hartplatz (Halle) | Başak Eraydın           | Cristina Dinu Jana Fett              | 7:5, 6:72, [10:5] |
| 14. | 8. Juli 2018       | Aschaffenburg       | ITF $25.000 | Sand              | Isabella Schinikowa     | Emma Laine Chiara Scholl             | 7:64, 7:5         |
| 15. | 24. August 2019    | Braunschweig        | ITF W25     | Sand              | Marine Partaud          | Oqgul Omonmurodova Albina Xabibulina | 6:4, 1:6, [10:5]  |
| 16. | 3. Dezember 2022   | Oberpullendorf      | ITF W15     | Hartplatz (Halle) | Sofiia Nagornaia        | Veronika Bokor Laura Radaković       | 6:4, 7:69         |
| 17. | 28. Januar 2023    | Antalya             | ITF W15     | Sand              | Jekaterina Owtscharenko | Hurricane Tyra Black Doğa Türkmen    | 6:2, 3:6, [10:4]  |
| 18. | 23. März 2024      | Iraklio             | ITF W15     | Sand              | Katharina Hobgarski     | Irene Lavino Sapfo Sakellaridi       | 4:6, 6:1, [10:3]  |